# Memo: den enklaste vägen till bättre minne
Memo: den enklaste vägen till bättre minne är en bok skriven av norrmannen Oddbjørn By. Den handlar om hur man skall träna sitt minne och lär sig att memorera geografi, anatomi, språk, siffror och mycket mer.